# Operação Cadeia Velha
A Operação Cadeia Velha foi uma operação policial brasileira deflagrada pela Polícia Federal no dia 14 de novembro de 2017. Foram expedidos pelo desembargador Abel Gomes, integrante da 1ª turma do Tribunal Regional Federal da 2ª Região (TRF-2), inicialmente, 4 mandados de prisão temporária, 6 de prisão preventiva, 4 de condução coercitiva e 35 de busca e apreensão. A ação, que foi um desdobramento da Operação Lava Jato no estado do Rio de Janeiro, contou com a participação de 155 policiais federais e de membros do Ministério Público Federal e da Receita Federal.
O objetivo da operação, baseada nas provas obtidas por meio das delações premiadas de três pessoas e nas investigações feitas no âmbito da Operação Ponto Final, é investigar um esquema de pagamento de propinas a deputados estaduais em troca de votos favoráveis na Assembleia Legislativa do Estado do Rio de Janeiro (Alerj) a temas relacionados ao setor de transportes públicos. De acordo com os investigadores, o esquema teria sido iniciado pelo ex-governador fluminense Sérgio Cabral na década de 1990, quando era presidente da Alerj, e seria até 2017 comandado por Jorge Picciani, Paulo Melo e Edson Albertassi, ambos parlamentares integrantes do Partido do Movimento Democrático Brasileiro (PMDB).
O nome "Cadeia Velha" faz referência a um lugar, que se situava onde hoje fica o Palácio Tiradentes, para onde, no passado, eram mandados criminosos, prostitutas e escravos que se rebelavam contra as leis da Coroa portuguesa. Segundo registros de historiadores, foi para a "Cadeia Velha" que os inconfidentes mineiros foram enviados, entre eles Joaquim José da Silva Xavier, o Tiradentes, que ficou encarcerado no local durante três anos.

## Esquema investigado
A Operação Cadeia Velha mirou um esquema de distribuição de propinas a deputados estaduais na Assembleia Legislativa do Estado do Rio de Janeiro (Alerj), praticado desde a década de 1990, para a obtenção de decisões relacionadas ao setor de transportes públicos. As principais provas que basearam a operação foram obtidas por meio das delações premiadas das seguintes pessoas: Álvaro José Galliez Novis, doleiro e dono da corretora Hoya; Marcelo Traça Gonçalves, empresário e ex-presidente do Sindicato das Empresas de Transportes Rodoviários do Estado do Rio de Janeiro (Setrerj); e de Jonas Lopes de Carvalho Junior, ex-presidente do Tribunal de Contas do Estado do Rio de Janeiro (TCE-RJ). Um dos funcionários de Novis na Hoya, Edimar Moreira Dantas, detalhou à força-tarefa da Operação Lava Jato a identificação dos pagamentos feitos no âmbito do esquema por meio de planilhas. Cerca de 8 mil e-mails interceptados nas quebras de sigilos telemáticos dos alvos da operação ajudaram a revelar a rede de relações entre empresários, parlamentares e assessores, incluindo até nomeações de juízes.
O esquema investigado tornou-se conhecido como "Caixinha da Fetranspor" pois era bancado por empresários de linhas de ônibus ligados à Federação das Empresas de Transportes de Passageiros do Estado do Rio de Janeiro (Fetranspor). Os pagamentos efetuados neste esquema a deputados estaduais, de acordo com os investigadores, serviam para garantir benefícios relacionados a linhas de ônibus, aumento de tarifas, isenções fiscais e outros interesses do setor de transportes públicos na Alerj. Como demonstraram as investigações, a "Caixinha da Fetranspor" teve início na década de 1990 e continuou pelo menos até 2017, sendo comandada pelo presidente da Alerj da ocasião (Sérgio Cabral, Jorge Picciani ou Paulo Melo).

## Alvos de mandados de prisão
No âmbito da Operação Cadeia Velha, foram expedidos pelo Tribunal Regional Federal da 2ª Região (TRF-2) inicialmente 10 mandados de prisão, sendo 4 de prisão temporária e 6 de prisão preventiva. Os deputados estaduais Edson Albertassi, Jorge Picciani e Paulo Melo, bem como Alice Brizola Albertassi (esposa de Edson Albertassi) foram, a princípio, alvos de mandados de condução coercitiva. No entanto, desembargadores da Seção Criminal do TRF-2 determinaram, no dia 16 de novembro de 2017, a prisão em flagrante de Albertassi, Picciani e Melo.
A tabela a seguir lista o nome e o(s) cargo(s) dos alvos de mandados de prisão no âmbito da Operação Cadeia Velha.
|  | Alvo                                                | Cargo(s) exercido(s) antes da operação | Notas |
|  | --------------------------------------------------- | --- | ----- |
|  | Edson Albertassi                                    | • Deputado estadual |       |
|  | Jorge Sayed Picciani (Jorge Picciani)               | • Deputado estadual • Presidente da Assembleia Legislativa do Estado do Rio de Janeiro (Alerj)                                                                                    |       |
|  | Paulo César Melo de Sá (Paulo Melo)                 | • Deputado estadual • Ex-presidente da Assembleia Legislativa do Estado do Rio de Janeiro (Alerj)                                                                                 |       |
|  | Jacob Barata Filho                                  | • Empresário do setor de transportes públicos • Herdeiro do Grupo Guanabara |       |
|  | José Carlos Reis Lavouras (José Carlos Lavouras)    | • Ex-presidente do Conselho de Administração da Federação das Empresas de Transportes de Passageiros do Estado do Rio de Janeiro (Fetranspor) • Dono do Grupo José Alves Lavouras |       |
|  | Lélis Marcos Teixeira (Lélis Teixeira)              | • Empresário do setor de transportes públicos • Presidente da Federação das Empresas de Transportes de Passageiros do Estado do Rio de Janeiro (Fetranspor)                       |       |
|  | Ana Claudia Jaccoub                                 | • Integrante societária das empresas da família Picciani |       |
|  | Andreia Cardoso do Nascimento                       | • Assessora parlamentar e operadora financeira de Paulo Melo • Chefe do gabinete de Paulo Melo na Alerj                                                                           |       |
|  | Carlos César da Costa Pereira                       | • Operador financeiro de Jorge Picciani • Empresário do ramo de tubos de concreto • Sócio da família Picciani na empresa Agrobilara                                               |       |
|  | Fabio Cardoso do Nascimento                         | • Assessor parlamentar de Jorge Picciani |       |
|  | Felipe Carneiro Monteiro Picciani (Felipe Picciani) | • Filho de Jorge Picciani • Sócio e administrador da empresa Agrobilara |       |
|  | Jorge Luiz Ribeiro                                  | • Assessor parlamentar, operador financeiro e braço direito de Jorge Picciani |       |
|  | Marcia Rocha Schalcher de Almeida                   | • Operadora financeira da "Caixinha da Fetranspor" |       |

Legenda:
     Deputados estaduais
     Empresários ligados à Fetranspor
     Pessoas ligadas aos deputados estaduais alvos da operação